# جان مایکل مونتگومری
جان مایکل مونتگومری (انگلیسی: John Michael Montgomery؛ زادهٔ ۲۰ ژانویهٔ ۱۹۶۵) یک موسیقی‌دان اهل ایالات متحده آمریکا است. وی از سال ۱۹۹۱ میلادی تاکنون مشغول فعالیت بوده‌است. 